# Seznam chráněných území v okrese Nymburk
Toto je seznam chráněných území v okrese Nymburk aktuální k roku 2018, ve kterém jsou uvedena chráněná území v oblasti okresu Nymburk.
| Kód  | Obrázek                                                                         | Typ | Název                    | Rozloha (ha) | Galerie Commons                                                                       | Popis území | Souřadnice                       |
| ---- | ------------------------------------------------------------------------------- | --- | ------------------------ | ------------ | ------------------------------------------------------------------------------------- | --- | -------------------------------- |
| 6114 | PP Čihadelské rybníky                                                           | PP  | Čihadelské rybníky       | 13,894       | Kategorie „Čihadelské rybníky“ na Wikimedia Commons                                   | Ochrana makrofytní vegetace přirozeně eutrofních a mezotrofních stojatých vod a živočichů na tyto biotopy vázaných (kuňka obecná, čolek obecný, šídlo luční) | 50°9′19″ s. š., 15°20′57″ v. d.  |
| 1170 | NPR Čtvrtě na podzim 2011                                                       | NPR | Čtvrtě                   | 95,00        | Kategorie „Čtvrtě“ na Wikimedia Commons                                               | Pestrá mozaika lesních typů se vzácnou květenou | 50°17′44″ s. š., 15°3′38″ v. d.  |
| 5978 |                                                                                 | NPP | Dlouhopolsko             | 21,7013      | Kategorie „Dlouhopolsko (national natural monument)“ na Wikimedia Commons             | Cenné biotopy teplomilných doubrav, slatinných a bezkolencových luk, jakož i ostřicových porostů; výskyt vzácných a ohrožených druhů rostlin (pěchava slatinná, hvozdík pyšný a vstavač bahenní) a živočichů (roháč obecný a vrkoč útlý) | 50°10′2″ s. š., 15°18′52″ v. d.  |
| 6135 | Komárovský rybník u Břístve, jehož severní zalesněný břeh je chráněn v rámci PP | PP  | Dymokursko               | 77,3793      | Kategorie „Dymokursko“ na Wikimedia Commons                                           | Makrofytní vegetace přirozeně eutrofních a mezotrofních stojatých vod, mozaiky vlhkých až suchých luk v různých stádiích sukcese zahrnujících mezofilní ovsíkové louky, bezkolencové louky, tužebníková lada a porosty vysokých ostřic; dubohabřiny, olšiny a jasanovo-olšové lužní lesy s výskytem chráněných rostlin a živočichů                                                                       | 50°20′35″ s. š., 15°8′36″ v. d.  |
| 118  | Hrabanovská černava na podzim                                                   | NPP | Hrabanovská černava      | 55,00        | Kategorie „Hrabanovská Černava“ na Wikimedia Commons                                  | Zbytek polabské černavy s typickými společenstvy | 50°13′3″ s. š., 14°50′3″ v. d.   |
| 2116 | Jižní svah                                                                      | PP  | Chotuc                   | 28,00        | Kategorie „Chotuc“ na Wikimedia Commons                                               | Rostlinná společenstva xerotermního typu | 50°16′2″ s. š., 15°7′10″ v. d.   |
| 6029 | Jedna z Hrbáčkových tůní                                                        | PR  | Káraný – Hrbáčkovy tůně  | 337,03       | Kategorie „Káraný - Hrbáčkovy tůně“ na Wikimedia Commons                              | Stanoviště přirozených eutrofních vodních nádrží, nivních luk, extenzivních sečených luk nížin až podhůří, otevřených trávníků kontinentálních dun s paličkovcem a psinečkem, zásaditých slatinišť, dubohabřin a smíšených lužních lesů, jakož i výskyt ohrožených druhů – čolka velkého a roháče obecného                                                                                               | 50°10′51″ s. š., 14°46′24″ v. d. |
| 5676 |                                                                                 | PP  | Kerské rybníčky          | 9,08         | Kategorie „Kerské rybníčky“ na Wikimedia Commons                                      | Jedna z nejvýznamnějších populací čolka velkého ve středních Čechách | 50°7′50″ s. š., 14°55′31″ v. d.  |
| 6113 | Cesta na jižním okraji PP Kersko                                                | PP  | Kersko                   | 217,64       | Kategorie „Kersko (natural monument)“ na Wikimedia Commons                            | Bezkolencové louky na vápnitých, rašelinných, hlinito-jílovitých půdách, extenzivně sečené louky nížin a podhůří, stanoviště dubohabřin a staré acidofilní doubravy s dubem letním na písčitých pláních | 50°8′39″ s. š., 14°55′39″ v. d.  |
| 3367 | Stráň Žehuňské obory                                                            | NPR | Kněžičky                 | 89,1748      | Kategorie „Kněžičky (national nature reserve)“ na Wikimedia Commons                   | Společenstva teplomilných doubrav | 50°8′53″ s. š., 15°19′47″ v. d.  |
| 3383 |                                                                                 | NPP | Kopičácký rybník         | 8,31         | Kategorie „Kopičácký rybník“ na Wikimedia Commons                                     | Biotopy a populace vzácných a ohrožených druhů rostlin a živočichů | 50°9′44″ s. š., 15°20′0″ v. d.   |
| 902  | Libický luh                                                                     | NPR | Libický luh              | 446,00       | Kategorie „Libický luh“ na Wikimedia Commons                                          | Největší komplex úvalového lužního lesa v Čechách | 50°6′45″ s. š., 15°10′ v. d.     |
| 6128 | část chráněného území poblíž Huslíku                                            | PP  | Louky u Choťánek         | 141,5        | Kategorie „Louky u Choťánek“ na Wikimedia Commons                                     | Fragmenty ekosystémů labské nivy, přirozené eutrofní vodní nádrže, nivní louky říčních údolí a extenzivní sečené louky nížin až podhůří a druhy na uvedené ekosystémy vázané | 50°7′51″ s. š., 15°10′26″ v. d.  |
| 6134 | PP Milčice                                                                      | PP  | Milčice                  | 3,94         | Kategorie „Milčice (natural monument)“ na Wikimedia Commons                           | Petrifikující prameny s tvorbou pěnovců, oligo-mezotrofní vody s vegetací parožantek, rašeliniště, třasoviště, slatiniště | 50°6′32″ s. š., 14°58′51″ v. d.  |
| 6213 | NPP Mladá - periodické kaluže v poloze Mýtko                                    | NPP | Mladá                    | 1 244,6454   | Kategorie „Mladá (national natural monument)“ na Wikimedia Commons                    | Travinné a křovinné ekosystémy luk, pastvin, suchých trávníků, trávníků písčin a mělkých půd a nížinných až horských vřesovišť; lesní ekosystémy dubohabřin a acidofilních doubrav; biotopy vzácných a ohrožených druhů rostlin - hořce křížatého a vstavače kukačky; biotopy vzácných a ohrožených druhů živočichů listonoha letního, žábronožky letní, modráska hořcového Rebelova a chroustka žlutého | 50°15′9″ s. š., 14°53′0″ v. d.   |
| 1171 | Mydlovarský luh                                                                 | PR  | Mydlovarský luh          | 168,70       | Kategorie „Mydlovarský luh“ na Wikimedia Commons                                      | Lužní komplex s bohatou flórou a faunou | 50°10′28″ s. š., 14°55′1″ v. d.  |
| 5711 | vrch Oškobrh                                                                    | PP  | Oškobrh                  | 100,7        | Kategorie „Oškobrh (natural monument)“ na Wikimedia Commons                           | populace roháče obecného a jeho stanoviště, xerotermní stepní trávníky, obnažené výchozy opuk a druhy na tato stanoviště vázené | 50°8′52″ s. š., 15°13′53″ v. d.  |
| 6133 | jižní okraj chráněného území                                                    | PP  | Písčina u Byšiček        | 0,4          | Kategorie „Písčina u Byšiček“ na Wikimedia Commons                                    | Otevřené trávníky kontinentálních dun s paličkovcem šedavým a psinečkem | 50°11′14″ s. š., 14°47′11″ v. d. |
| 1172 | Písečný přesyp u Osečka                                                         | PP  | Písečný přesyp u Osečka  | 0,85         | Kategorie „Písečný přesyp u Osečka“ na Wikimedia Commons                              | Písečná duna, lokalita vzácných hub | 50°6′41″ s. š., 15°8′19″ v. d.   |
| 309  | Písečný přesyp u Píst                                                           | PP  | Písečný přesyp u Píst    | 3,70         | Kategorie „Písečný přesyp u Píst“ na Wikimedia Commons                                | Písečná duna, lokalita psamofytní květeny | 50°9′49″ s. š., 14°59′50″ v. d.  |
| 6172 | Přerovská hůra                                                                  | PP  | Polabské hůry            | 24,5300      | Kategorie „Polabské hůry“ na Wikimedia Commons                                        | Polopřirozené suché trávníky a facie křovin na vápenitých podložích a extenzívní sečené louky nížin až podhůří | 50°9′46″ s. š., 14°50′11″ v. d.  |
| 567  | Cedule národní přírodní památky                                                 | NPP | Slatinná louka u Velenky | 1,04         | Kategorie „Slatinná louka u Velenky (national natural monument)“ na Wikimedia Commons | Zbytek polabských luk s bohatou květenou | 50°9′6″ s. š., 14°54′9″ v. d.    |
| 6003 | Přírodní památka Slatinná louka u Velenky                                       | PP  | Slatinná louka u Velenky | 3,83         | Kategorie „Slatinná louka u Velenky (natural monument)“ na Wikimedia Commons          | Bezkolencové louky na vápnitých, rašelinných nebo hlinito-jílovitých půdách | 50°9′8″ s. š., 14°54′17″ v. d.   |
| 587  | Kvetoucí bělozářka liliovitá na Vinném vrchu                                    | PP  | Vinný vrch               | 0,40         | Kategorie „Vinný vrch“ na Wikimedia Commons                                           | Bohatá lokalita bělozářky liliovité | 50°10′34″ s. š., 15°14′17″ v. d. |
| 566  | Přírodní rezervace Vrť                                                          | PR  | Vrť                      | 24,00        | Kategorie „Vrť (nature reserve)“ na Wikimedia Commons                                 | Slepé rameno s lužním lesem a bohatou květenou | 50°10′21″ s. š., 14°51′30″ v. d. |
| 551  | Chráněné území na podzim 2014                                                   | PP  | Žehuňsko – Báň           | 100,23       | Kategorie „Báň (natural monument)“ na Wikimedia Commons                               | Různá přírodní stanoviště (trávníky, křoviny, louky, doubravy) a živočišný druh roháč obecný | 50°9′57″ s. š., 15°17′39″ v. d.  |

## Zrušená chráněná území
| Kód  | Obrázek                                                | Typ | Název                 | Rozloha (ha) | Galerie Commons                                         | Popis území | Souřadnice                       |
| ---- | ------------------------------------------------------ | --- | --------------------- | ------------ | ------------------------------------------------------- | --- | -------------------------------- |
| 551  | Pohled na lokalitu                                     | PP  | Báň                   | 10,58        | Kategorie „Báň (natural monument)“ na Wikimedia Commons | Xerotermní společenstva na opuce. V roce 2016 PP výrazně rozšířena a nově vyhlášena pod názvem Žehuňsko – Báň.                                            | 50°9′30″ s. š., 15°16′55″ v. d.  |
| 1083 | Lužní les v místě bývalých labských meandrů            | PR  | Hrbáčkovy tůně        | 20,00        | Kategorie „Hrbáčkovy tůně“ na Wikimedia Commons         | Odstavené labské meandry s bohatou květenou, ptačí hnízdiště. Dne 21. října 2014 zrušena v souvislosti se vznikem nové rezervace Káraný - Hrbáčkovy tůně. | 50°10′34″ s. š., 14°46′25″ v. d. |
| 2251 | Bývalý vojenský prostor, nyní PR Pod Benáteckým vrchem | PR  | Pod Benáteckým vrchem | 69,21        | Kategorie „Pod Benáteckým vrchem“ na Wikimedia Commons  | Unikátní území s bohatým výskytem vzácných a zvláště chráněných druhů živočichů                                                                           | 50°14′22″ s. š., 14°53′14″ v. d. |